# 夢をあきらめないで (アルバム)
『夢をあきらめないで』（ゆめをあきらめないで）は、岡村孝子の非公式アルバム。1995年3月1日発売。発売元はファンハウス（現・ソニー・ミュージックレーベルズ）。

## 解説
CD帯に『岡村孝子 セレクション夢をあきらめないで　SELECTIONS Vol.1 1985〜1988』と表記されたベスト・アルバムで、岡村がレコード会社をイーストウエスト・ジャパンに移籍したのち、ファンハウスの企画で発売された非公式セレクション・アルバムの1作。
ジャケット写真は、4枚目のアルバム『SOLEIL』（1988年7月1日発売）の歌詞カードの裏ジャケット写真が使用されている。
モノクロームの特製フォト・カード（歌詞カードサイズ）が1枚封入。
このアートワークは、アナログ盤でのみ発売されたカヴァー・アルバム『Andantino』歌詞カードのもの。ほか、CD円盤は、初回生産分のみジャケット写真と同様のカラー・ピクチャー・レーベル仕様。

## 収録曲
全作詞・作曲: 岡村孝子
編曲: 萩田光雄 M-7・9・10・11、田代修二 M-1・2・3・4・5・6・8・13・14 、萩田光雄・田代修二 M-12
1. 夢をあきらめないで（4:41）
2. 見送るわ（5:35）
3. 美辞麗句（5:24）
4. 秋の日の夕暮れ（4:37）
5. Baby, Baby（4:43）
6. 輝き（5:10）
7. ピエロ（4:23）
8. 月が泣いた夜（4:26）
9. 砕ける波に（4:58）
10. 私はここにいる（4:09）
11. 一人息子（4:42）
12. 潮の香りの中で（5:04）
13. 白い夏（4:55）
14. 微風（5:08）

## 関連作品
初収録アルバム（数字はトラックナンバー）
- 「夢の樹」　M-7・9・11
- 「私の中の微風」　M-2・3・5・14
- 「Andantino a tempo」　M-1・12
- 「liberté」　M-4・8・10
- 「SOLEIL」　M-6・13